# Хейло
Хейло (нидерл. Heiloo) — город и община в нидерландской провинции Северная Голландия. Расположена к северо-западу от Амстердама. Площадь общины — 18,99 км², из них 18,79 км² составляет суша. Население по данным на 1 января 2007 года — 22 110 человек. Средняя плотность населения — 1 164,3 чел/км².
На территории общины имеется железнодорожная станция.